# Willem Haenraets
Willem Haenraets geboren als Wilhelmus Henricus Haenraets (* 9. Oktober 1940 in Rotterdam) ist ein niederländischer Künstler. 

## Leben und Wirken

### 1960er und 1970er Jahre
Willem Haenraets wurde am 9. Oktober 1940 in Rotterdam in den Niederlanden geboren. Im Alter von 16 Jahren begann Willem Haenraets sein Studium an der Kunstakademie in Maastricht. Vier Jahre später erhielt er ein Stipendium der belgischen Regierung, um an der Nationalen Hochschule der Schönen Künste in Antwerpen zu studieren. Er hat sein Studium in der Meisterklasse von Prof. Sarina (Atelier Opsomer) und Prof. Vaarten abgeschlossen. In dieser Zeit fand auch seine erste Ausstellung statt. Vor allem der Hafen von Antwerpen wurde häufig gemalt. Durch einen Reeder erhielt er viele Aufträge in Form von Porträts. Nach Abschluss seines Studiums ging er nach Paris. Am Place du Tertre malte er von früh bis spät Porträts und konnte mit dem Erlös sein erstes Haus in Bergen, Nordholland, kaufen, wo er mit seiner Frau Hannah lebte. In dieser Zeit besuchte er häufig Kunstmessen und fand Käufer für seine Werke. Auf dramatische Weise starb Hannah im Alter von 30 Jahren und ließ Willem mit ihrer sechs Wochen alten Tochter Hester zurück. Nach einer chaotischen Zeit, in der er wenig malte, ließ er sich in Heerlen nieder, um sich seiner Arbeit zu widmen.

### 1980er und 1990er Jahre
In den frühen 80er Jahren lernte er seine zweite Frau Thea und ihre kleine Tochter Susan kennen. Gemeinsam bekamen sie einen weiteren Sohn, Bram. Mitte der 80er Jahre fasste er den Plan, seine Bilder in limitierter Auflage drucken zu lassen. Dies brachte eine große Veränderung mit sich, sowohl in finanzieller Hinsicht als auch im Hinblick auf Ausstellungen und Messen. Auf Einladung von Verlegern hielt er sich regelmäßig in den Vereinigten Staaten, England und Deutschland auf und gab Autogramme auf Kunstmessen in New York, Los Angeles und London. Während die Lithografien auf der Expo gezeigt wurden, hingen die Originalgemälde in einer Galerie am Rodeo Drive in Beverly Hills. Dies führte zu einer Einladung aus Japan, eine Ausstellung in Nagoya zu veranstalten. Die Japaner waren besonders von den romantischen Szenen und den sanften Farben angetan. In den 1990er Jahren wurde Willem Haenraets von einem Galeristen in Maastricht angesprochen. Er stellte von nun an in der Galerie Renoir aus.

### 2000er Jahre und Gegenwart
Im Jahr 2003 ließ sich Willem Haenraets mit seiner Frau Thea in Spanien, in Hondón de las Nieves, nieder. Seine Werke werden derzeit von verschiedenen Galerien in den Niederlanden und Deutschland ausgestellt und verkauft.

## Stil
In seinen impressionistischen Gemälden verwendet Willem Haenraets meist Abstraktion und Figuration. Atmosphäre wird durch Farben, Licht, Flächen und Linien geschaffen. Das abstrakte Element bleibt immer erhalten, auch wenn die Leinwand figurativ ist. Er lässt sich von seiner Umgebung, dem Reisen, der Natur und den Menschen inspirieren. Er hatte Ausstellungen in Maastricht, Amsterdam, Brügge, Frankfurt, Mailand, Paris, London, New York, Los Angeles, Beverly Hills, Nagoya und Hondon de las Nieves.